# Marie Popelin

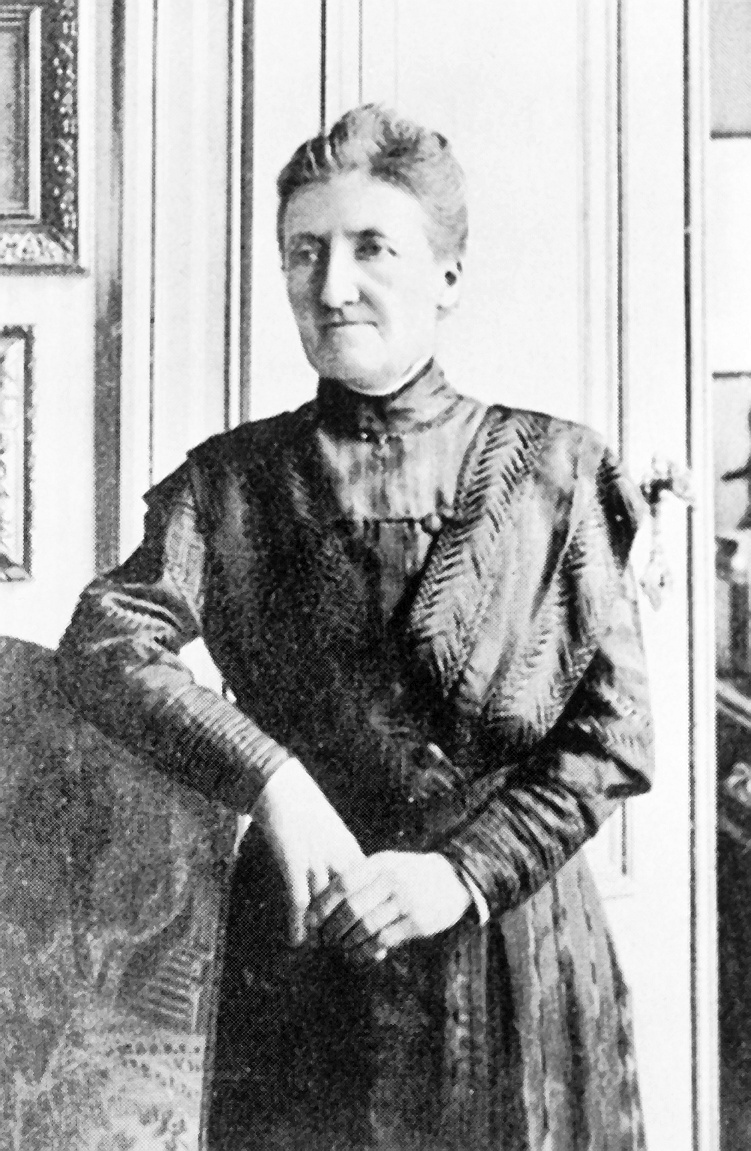
Marie Popelin

Marie Popelin (geboren am 17. September 1846 in Schaerbeek/Schaarbeek; gestorben am 5. Juni 1913 in Ixelles/Elsene) war eine belgische Frauenrechtlerin und erste Rechtsanwältin Belgiens, obwohl sie nie praktizieren durfte.

## Leben
Sie war älteste Tochter einer bürgerlichen Familie mit vier Kindern. Ab 1865 arbeitete sie als Lehrerin an einer École moyenne, später von 1870 bis 1875 gemeinsam mit ihrer Schwester Louise sowie der Feministin Isabelle Gatti de Gamond (1839–1905) an einer weiteren Schule. Nach einem Streit mit Gatti gründeten die Schwestern schließlich 1876 eine Mädchenschule in Mons. 1882 wurde Popelin Rektorin einer weiteren Schule in Laeken/Laken, verlor diese Stellung aber bereits 1883 „aus administrativen Gründen“.
Sie gab nun den Beruf der Lehrerin auf und begann stattdessen ein Jurastudium. Dies war ihr aufgrund eines Gesetzes von 1876 möglich, welches Frauen zum Studium an Universitäten zuließ und ihnen ein Recht auf einen Abschluss zusicherte. Ihr Studium schloss sie 1888 ab. Mit ihrem Wunsch, danach als erste Anwältin Belgiens zugelassen zu werden, löste sie die sogenannte Popelin-Affäre aus: Trotz großen Echos in den Medien wurde ihr das Praktizieren verweigert. Zwar verbot kein Gesetz die Zulassung von Frauen als Anwältin, der Code Civil und ein Gesetz zur Anwaltsordnung sahen aber auch keine Frauen vor. Marie Popelin – ledig und kinderlos – wurde unterstellt, sich unmöglich zugleich um berufliche und familiäre Pflichten kümmern zu können. Eine Berufung scheiterte 1889 vor Gericht mit einem Verweis, dass der Gesetzgeber tätig werden müsste. Durch die Affäre zeigte sich, dass es nicht ausreichte, Frauen den Zugang zu Bildung zu gewähren, wenn sie die erlernten Berufe anschließend nicht ausüben konnten. Popelin arbeitete stattdessen in einer Kanzlei als Beraterin.
Sie gründete 1892 eine Liga für Frauenrechte als erste feministische Organisation Belgiens. Weitere prominente Mitglieder waren Isala van Diest (erste belgische Allgemeinmedizinerin) und Louis Frank (1864–1917), ein Mitstudent Popelins, der sich ebenfalls engagiert für das Recht von Frauen einsetzte, als Anwältin zu arbeiten.
1897 organisierte Popelin einen internationalen Frauenkongress in Brüssel, nachdem sie bereits 1889 am Kongress in Paris teilgenommen hatte und dort auch Bekanntschaft mit anderen Feministinnen gemacht hatte, etwa Mary Wright Sewall. Bei diesem Anlass kam die Idee auf, die belgischen Feministen- und Frauenvereine unter einem nationalen Dachverband zusammenzuschließen – dies wurde seit 1888 vom Internationalen Frauenrat propagiert. Erst 1905 gelang dies auch für Belgien mit der Gründung des belgischen Nationalrats für Frauen (CNFB), für den sich die Liga für Frauenrechte, die Union belgischer Frauen gegen den Alkoholismus und die Belgische Gesellschaft zur Verbesserung vom Los der Frau zusammentaten. Bis 1913 fanden sich insgesamt elf Vereine zur Zusammenarbeit bereit, insbesondere seitens der politischen Parteien kam es aber zu keiner gemeinsamen Initiative. Sie blieb langjährige Präsidentin des CNFB und wurde im Amt gefolgt von der Pazifistin Léonie La Fontaine, der Frauenwahlrechtlerin Jane Brigode und der Abstinenzlerin Marie Parent.
Popelin nahm noch an weiteren verschiedenen internationalen Frauenkongressen teil, etwa 1909 am Internationalen Frauenkongress in Toronto, und organisierte selbst 1912 einen weiteren Kongress in Brüssel.
Sie setzte sich für die rechtliche Gleichstellung der Frau im belgischen Alltag ein und erreichte mit ihren prominenten Forderungen zahlreiche Verbesserungen. Der Gesetzgeber gab im Jahr 1900 Frauen das Recht zur Tätigung von Bankgeschäften und 1909 zur Übernahme von Sorgerechten und zur Mitbestimmung bei innerfamiliären Entscheidungen. Eine allgemeine Schulpflicht für Mädchen wurde hingegen erst kurz nach ihrem Tod, 1914 eingeführt. Während in Frankreich eine Gesetzesänderung schon 1900 dafür sorgte, dass Popelins Kollegin Jeanne Chauvin als Anwältin praktizieren durfte, wurden erst 1922 auch mit Paule Lemy und Marcelle Renson die ersten Belgierinnen als Anwältinnen zugelassen (mit der Auflage, dass ein Ehemann ihrer Berufsausübung zustimmte). Ab 1948 waren Frauen schließlich offiziell Männern gleichgestellt.

## Ehrungen und Andenken
- seit 1981 vergibt der Nederlandstalige Vrouwenraad alle fünf Jahre den Prix Marie Popelin: Preisträgerinnen waren bereits Rita Mulier (1981), Renée Van Mechelen (1986), Paula D’Hondt (ca. 1990), Lily Boeykens (1995), Helima Guerra (2000), Miet Smet (2005), Anita Purnal (2010) und Marleen Temmerman (2016).
- sie wurde auf einer Briefmarke (1975 zum Internationalen Jahr der Frau) und einer 2-Euro-Gedenkmünze (2011 anlässlich des 100. Internationalen Frauentags gemeinsam mit Isala Van Diest) porträtiert
- es wurden Straßen und öffentliche Orte nach ihr benannt, darunter in Brüssel, Gent, Hasselt, Sint-Truiden.